# Suheir Hammad

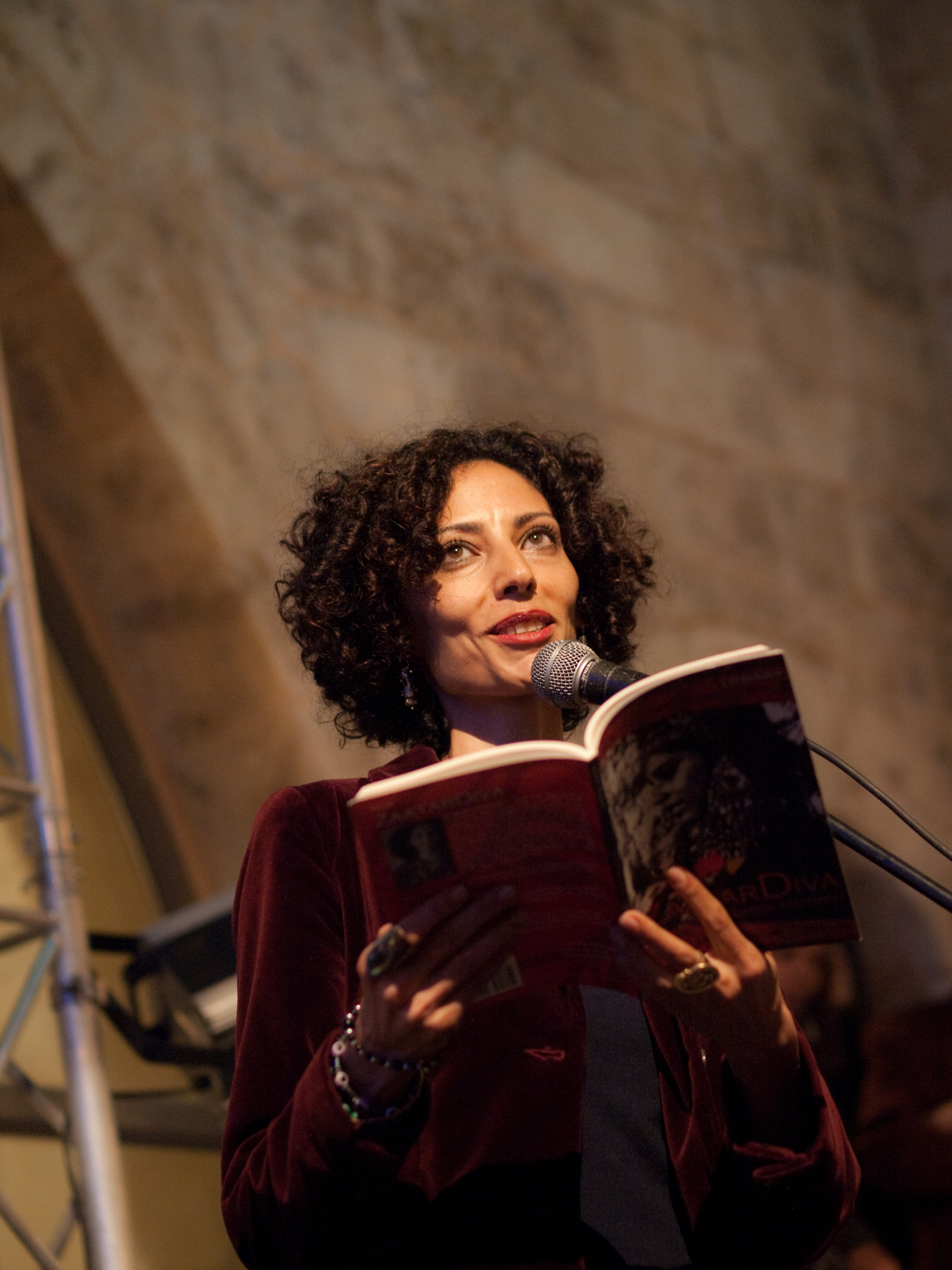
Suheir Hammad (2010)

Suheir Hammad (arabisch سهير حماد, DMG Suhair Ḥammād; * 25. Oktober 1973 in Amman, Jordanien) ist eine US-amerikanische Schauspielerin und Autorin palästinensischer Herkunft.

## Leben und Karriere
Hammad wurde am 25. Oktober 1973 in Amman, Jordanien, geboren. Ihre Eltern waren palästinensische Geflüchtete. Im Alter von fünf Jahren siedelten Hammad und ihre Eltern nach Brooklyn, New York City, um. Sie begann bereits als Teenager mit dem Schreiben von Gedichten, die von ihrem familiären Hintergrund sowie ihren Erfahrungen als muslimische Frau in New York handelten.
Ihre Bände Born Palestinian, Born Black und Drops of This Story wurden 1996 in der Harlem River Press veröffentlicht. Ihr Gedicht First Writing Since, welches sich mit ihrer Reaktion zu den Terroranschlägen vom 11. September 2001 beschäftigte, fand zusätzliche Anerkennung durch Russell Simmons, durch den einige ihrer Gedichte ihren Platz in den Fernsehserien Def Poetry sowie Def Petry Jam on Broadway fanden. 2006 veröffentlichte sie ihr Buch Zaatar Dava, in dem Themen wie Liebe, Politik und Kunst behandelt werden. 2008 brachte sie schließlich Breaking Poems im Cypher Books Verlag heraus, das durch die Before Columbus Foundation für einen American Book Award nominiert wurde und sowohl in Englisch als auch in Arabisch verfasst ist. Im selben Jahr spielte sie eine der beiden Hauptrollen im Spielfilm Das Salz des Meeres. 2010 veröffentlichte sie eine Neuauflage ihres ersten Bandes Born Palestinian, Born Black. In den Jahren 2009 und 2013 veröffentlichte sie außerdem jeweils Kurzfilme ihrer Gedichte unter den Namen When I Stretch Forth Mine Hand sowie What I Will.

## Filmografie
- 2008: Das Salz des Meeres
- 2009: When I Stretch Forth Mine Hand
- 2013: What I Will

## Werke
- Born Palestinian, Born Black. Harlem River Press, 1996, ISBN 978-0-86316-244-2
- Drops of This Story. Harlem River Press, 1996, ISBN 978-0-86316-243-5
- Zaatar Diva. Cypher Books. 2006, ISBN 978-1-892494-67-2
- Breaking Poems. Cypher Books, 2008, ISBN 978-0-9819131-2-4
- Born Palestinian, Born Black: & The Gaza Suite. 2010, ISBN 978-0-9760142-2-5